# Филиппенко, Николай Михайлович
Никола́й Миха́йлович Филиппе́нко (2 (15) октября 1907 года, Минеральные Воды — 19 сентября 1981 года, Москва) — советский военачальник, генерал-лейтенант танковых войск (1958), Герой Советского Союза (1943).

## Довоенная биография
Николай Михайлович Филиппенко родился 2 (15) октября 1907 года на станции Минеральные Воды, ныне город Ставропольского края.
Закончив 7 классов, работал на железнодорожной станции.
В октябре 1927 года был призван в ряды Красной Армии. В 1930 году окончил Владикавказскую военную пехотную школу. В 1929 году вступил в ВКП(б). Ещё во время учёбы в составе сводных отрядов курсантов участвовал в боевых операциях по ликвидации бандитизма в Кабардино-Балкарии летом 1928 года и в Чечне в 1929 году. С мая 1930 года командовал взводом 66-го стрелкового полка 22-й стрелковой дивизии Северо-Кавказского военного округа. В июне 1931 года был переведён в 1-ю механизированную бригаду, в которой служил командиром взвода, с февраля 1932 — командиром учебной роты, с февраля 1934 — командиром-политруком батальона, с августа по ноябрь 1934 — начальником школы младших командиров бригады.
В 1935 году окончил Ленинградские бронетанковые курсы усовершенствования комсостава. В мае 1935 года назначен командиром-политруком учебного танкового батальона 13-й механизированной бригады, в апреле 1936 — начальником штаба отдельного учебного батальона в Московском военном округе.
С октября 1937 года принимал участие в боевых действиях в Китае против японской агрессии. Вернувшись в СССР в 1939 году, Филиппенко командовал 130-м автомобильным батальоном, а в январе 1940 года был назначен на должность командира 23-го бронетанкового дивизиона 21-й горнокавалерийской дивизии. С марта 1941 года — начальник штаба 138-го танкового полка 221-й моторизованной дивизии Средне-Азиатского военного округа.
В 1941 году заочно окончил Военную академию механизации и моторизации РККА имени И. В. Сталина.

## Великая Отечественная война
С июня 1941 года принимал участие в Великой Отечественной войне. Во главе штаба полка участвовал в оборонительных сражениях на Западном фронте. 6 октября 1941 года Филиппенко был назначен на должность заместителя командира 19-го танкового полка 19-й танковой бригады, а фактически в последующие месяцы командовал этим полком. За отличия в битве за Москву был награждён своим первым орденом. В январе 1942 года назначен на должность начальника штаба этой бригады. После гибели в бою командира бригады полковника С. А. Калиховича, в конце июля 1942 года Филиппенко стал командиром 19-й танковой бригады (в конце августа официально утвержден в должности). Прошёл через тяжелейшие бои в ходе Воронежско-Ворошиловградской оборонительной операции.
С окончанием боёв под Воронежем и после краткого переформирования бригада под командованием Филиппенко была передана в составе 26-го танкового корпуса 5-й танковой армии Юго-Западного фронта. В первый день контрнаступления советских войск под Сталинградом, 19 ноября 1942 года, 19-я танковая бригада полковника Филиппенко была введена в бой. В этот день прорвать оборону 3-й румынской армии танкисты не смогли, но ночью Филиппенко передислоцировал части бригады на новый участок и на рассвете 20 ноября в первой же атаке танкисты ворвались в глубину обороны противника. Два полка румынской пехоты были разгромлены, только пленных в этот день было захвачено свыше 900 человек, а бригада устремилась в прорыв. Обходя узлы сопротивления и громя скопления войск в тыловых населенных пунктах, танкисты за трое суток с боями прошли около 150 километров и к исходу 22 ноября вышли в район города Калач-на-Дону, где несколькими часами ранее передовой отряд корпуса (14-я мотострелковая бригада полковника Г. Н. Филиппова) захватил в исправности переправу через Дон. В первой половине дня 23 ноября обе бригады штурмом овладели городом Калач-на-Дону, а вскоре рядом с городом встретились с передовыми частями 4-го механизированного корпуса Сталинградского фронта. Так было замкнуто кольцо окружения вокруг немецко-румынских войск под Сталинградом. В этом рейде танковая бригада полковника Филиппенко только пленных захватила до 1500 человек, захвачены были также 17 исправных танков, до 300 автомашин и мотоциклов, из лагеря военнопленных в Калаче освобождено свыше 5 000 пленных красноармейцев.
Указом Президиума Верховного Совета СССР от 14 февраля 1943 года за образцовое выполнение боевых заданий командования на фронте борьбы с немецкими захватчиками и проявленные при этом отвагу и геройство полковнику Николаю Михайловичу Филиппенко присвоено звание Героя Советского Союза с вручением ордена Ленина и медали «Золотая Звезда» (№ 902).
В декабре 1942 года 19-я танковая бригада за подвиги личного состава получила гвардейское звание и была переименована в 16-ю гвардейскую танковую бригаду. Ещё год полковник Филиппенко командовал ею на Юго-Западном, Брянском и Белорусском фронтах. Бригада успешно действовала в Среднедонской, Миллерово-Ворошиловградской наступательных операциях. В последней из этих операций в середине февраля 1943 года бригада Филиппенко дошла с боями почти до Днепра, но в ходе немецкого контрнаступления под Харьковом оказалась далеко в немецком тылу в кольце окружения. Возглавив 19 февраля 1943 году сводную группу из своей бригады и 267-й стрелковой дивизии, а также разрозненных частей 35-й и 45-й стрелковых дивизий, полковник Филиппенко во главе этой группы проделал 150-километровый рейд по немецким тылам, непрерывно уклоняясь от ударов крупных сил врага и атакуя небольшие части и тыловые базы. 5 марта группа полковника Филиппенко с боем вышла к своим, причем его танковая бригада была при этом в таком боеспособном состоянии, что сразу же ей была поставлена новая боевая задача. За время рейда уничтожено танкистами и пехотинцами 25 танков, 2 самоходных орудия, 70 автомашин, до 700 немецких солдат.
Затем во главе бригады участвовал в Орловской и Гомельско-Речицкой наступательных операциях. В бою 8 декабря 1943 года был тяжело ранен, почти четыре месяца лечился в госпитале, но здоровье полностью не восстановилось. В марте 1944 года был назначен на должность командира 1-й учебной танковой бригады (город Горький).

## Послевоенная карьера

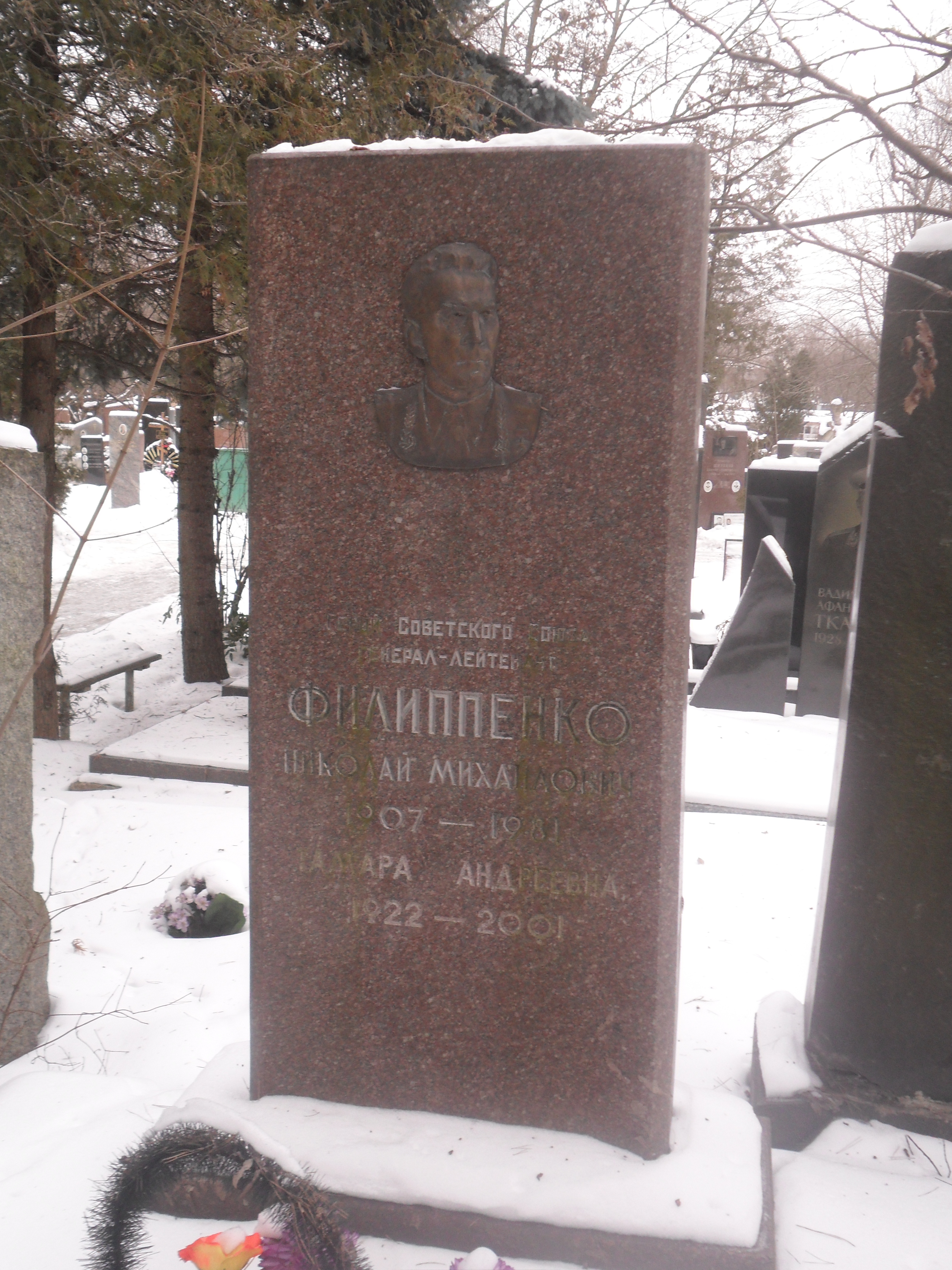
Могила Филиппенко на Кунцевском кладбище

11 июля 1945 года было присвоено звание «генерал-майор танковых войск». После Победы продолжать командовать этой же бригадой. С апреля 1947 года командовал 9-м отдельным учебным танковым полком (Московский военный округ), с января 1948 года — 22-м отдельным кадрированным механизированным полком (Белорусский военный округ). В апреле 1948 года назначен командиром 22-й механизированной дивизии 5-й гвардейской механизированной армии того же округа, командовал ею до июня 1950 года.
В 1951 году Филиппенко окончил Высшие академические курсы при Высшей военной академии имени К. Е. Ворошилова. С мая 1951 года — командующий бронетанковыми и механизированными войсками 7-й гвардейской армии (Закавказский военный округ). С апреля 1952 — командир 4-й гвардейской танковой Кантемировской дивизии Московского военного округа. В июле 1957 года назначен помощником командующего войсками Московского военного округа по танковому вооружению, а в феврале 1961 — помощником командующего войсками Московского ВО по танковым и автомобильным войскам.
В августе 1962 года освобождён от должности и направлен в распоряжение Главнокомандующего Сухопутными войсками СССР. В декабре 1962 года генерал-лейтенант танковых войск Николай Михайлович Филиппенко уволен в запас.
Жил в Москве, где и умер 19 сентября 1981 года. При жизни написал книгу мемуаров, но издать её не успел. Похоронен на Кунцевском кладбище (участок 9-3).
Почётный гражданин города Калач-на-Дону, Волгоградской обл.

## Воинские звания
- Старший лейтенант (1936)
- Капитан (31.07.1938)
- Майор (8.01.1941)
- Подполковник (12.01.1942)
- Полковник (11.01.1943)
- Генерал-майор танковых войск (12.07.1945)
- Генерал-лейтенант танковых войск (18.02.1958)

## Награды
- Медаль «Золотая Звезда» Героя Советского Союза (14.02.1943);
- два ордена Ленина (14.02.1943, 21.08.1953);
- три ордена Красного Знамени (10.01.1942, 6.04.1943, 6.11.1947);
- орден Кутузова 2-й степени (3.06.1944);
- два ордена Отечественной войны 1-й степени (18.12.1943, 13.09.1945);
- орден Красной Звезды (3.11.1944);
- медаль «За боевые заслуги» (16.11.1938)
- медаль «За оборону Москвы»;
- медаль «За оборону Сталинграда»;
- другие медали.